# Vladimir Makogonov
Pour les articles homonymes, voir Makogonov.
Vladimir Makogonov est un joueur d'échecs soviétique puis azerbaïdjanais né le 27 août 1904 à Nakhitchevan (Azerbaïdjan) et mort le 2 janvier 1993 à Bakou. Il fut un des meilleurs joueurs soviétiques dans les années 1930–1940 et poursuivit sa carrière en tant qu'entraîneur de Smyslov en 1957. Il obtint le titre de maître international en 1950 et celui de grand maître international honoraire en 1987.

## Biographie et carrière
Vladimir Makogonov naquit dans le Nakhitchevan mais vécut toute sa vie à Bakou. En 1923, il partagea avec son frère Mikhaïl la première place au championnat de Bakou. Il fut surtout connu en Union soviétique où il remporta cinq fois le championnat d'Azerbaïdjan (en 1947, 1948, 1949, 1951 et 1952) et participa à huit championnats d'URSS. Il sortit 5e-6e, ex æquo avec Mikhaïl Botvinnik, en 1927 ; fut éliminé en demi-finale du championnat en 1929 ; 9e-11e à Léningrad en 1935 ; quatrième à Tbilissi en 1937 ; 4e-5e à Léningrad en 1939 ; 7e-9e à Moscou en 1940 ; cinquième en 1944,  il ne finit que 10e-12e en 1947.
Makogonov termina troisième du tournoi international de Moscou-Léningrad en 1939, derrière Salo Flohr et Samuel Reshevsky et deuxième du tournoi de Sverdlovsk en 1943 (remporté par Botvinnik). En 1945, il tint le neuvième échiquier de l'URSS lors du Match radio États-Unis - URSS 1945 ; il remporta son match.
En 1957, il aida Vassili Smyslov dans sa préparation pour le championnat du monde d'échecs 1957 contre Botvinnik. Il entraîna par la suite Vladimir Baguirov et donna des leçons à Garri Kasparov dans les années 1970 au club de Bakou.

## Contributions à la théorie des ouvertures
Makogonov a donné son nom à 
- une variante de la défense Grünfeld : 1.d4 Cf6 ; 2. c4 g6 ; 3. Cc3 d5 ; 4. e3 Fg7 ; 5. Cf3 0-0 ; 6. b4[1]
- une variante de la défense est-indienne : 1. d4 Cf6 ; 2. c4 g6 ; 3. Cc3 Fg7 ; 4. e4 d6 ; 5. h3[2].

Son nom apparaît également dans la Variante Tartakover-Makogonov-Bondarevski (TMB) du gambit dame refusé.